# Kneedlegering
Een kneedlegering is een legering die door een vervormingstechniek haar uiteindelijke vorm krijgt. Kneedlegeringen onderscheiden zich van gietlegeringen, die na het gieten van het vloeibare metaal in een zekere vorm meteen hun uiteindelijke vorm bezitten.
Een voorbeeld van een kneedlegering is messing met 60% koper en 40% zink en nog wat toeslagen. Ze vindt toepassing als hardsoldeer. Het kneden zelf heet dan braseren, van het Engelse brass = messing.